# Louisa Twining
Pour les articles homonymes, voir Twining.
Louisa Twining, née le 16 novembre 1820 et morte le 25 septembre 1912, était une réformatrice sociale et philanthrope britannique qui consacra sa vie à des questions et tâches en rapport avec les « English Poor Laws » (ou « Lois sur les Indigents ») . Sa famille possédait l'entreprise de thé Twinings établie sur The Strand à Londres. Pendant les premières années de sa vie d'adulte, Louisa était une artiste et historienne de l'art. Dans la trentaine, elle commença à travailler sur des projets liés aux « Lois sur les Indigents » qu'elle suivit tout au long de sa vie. Elle aida à la création d'un foyer pour jeunes filles des « Workhouses » (ou « maisons de travail ») et bon nombre de sociétés et d'associations liées aux hospices ou infirmeries. Elle officia également comme tutrice au sein de l'Assemblée de tuteurs chargée d'administrer l'application des « Lois sur les Indigents » et fut Présidente de la Women's Local Government Society, organisation militant pour que les femmes puissent participer à la vie politique locale .

## Biographie
Louisa Twining est née au 20 Norfolk Street (rue qui n'existe plus de nos jours) au centre de Londres, non loin de la demeure familiale de la célèbre famille du marchand de thé Twinnings. Elle fut le neuvième enfant de Richard Twining (1772-1857) et de son épouse Elizabeth Mary, née Smythies (1779-1866).
L'ascendance du côté maternel de Louisa Twining est bien documentée dans l'ouvrage The Longcrofts : 500 Years of a British Family. Dans sa jeunesse, Louisa fut une artiste et historienne de l'art, elle écrivit et publia ainsi les ouvrages intitulés Symbols and Emblems of Medieval Christian Art (1852) et Types and Figures of the Bible (1855). Louisa Twining fut la plus jeune sœur de l'illustratrice botanique Elizabeth Twining.
Dans son enfance, Louisa fut choquée de voir dans quelles conditions vivait sa nourrice en prenant de l'âge dans un des quartiers les plus pauvres de Londres. Face à tant de pauvreté, elle eut envie d'améliorer les conditions sociales de la population . En 1853, elle s'intéressa aux mouvements pour une réforme sociale et commença à travailler en lien avec les Poor Law, auxquelles elle se consacra pour le reste de son existence. En mars 1861, elle aida à l'installation d'un foyer pour jeunes filles des « maisons de travail », créa la Workhouse Visiting Society qui s'attachait à améliorer la morale et la spiritualité des pensionnaires en 1864, participa à la création de l'Association pour l'amélioration des hospices des « maisons de travail » de Londres (Association for the Improvement of the Infirmaries of London Workhouses)  en 1866 puis, en 1879, elle s'impliqua dans la création de la Workhouse Infirmary Nursing Association qui organisait des formations et jouait le rôle d'Agence pour l'emploi pour les infirmières des hospices. Uvedale Corbett a dit d'elle : « Parmi toutes les personnes qui se sont intéressées au sujet, c'est la femme la plus pragmatique que j'ai jamais rencontrée ».
Louisa Twining fut nommée tutrice au sein de l'Assemblée des tuteurs du district de Kensington de 1884 à 1890 et de Tornbridge Union de 1893 à 1896. Elle promut l'ouverture de Lincoln's Inn Fields au public, aida à la création la Metropolitan and National Association for nursing the poor in their homes (association de soins des pauvres à domicile), fit beaucoup pour garantir la sécurité de l'emploi des agents de police féminines et fut Présidente de la Women's Local Government Society avec laquelle elle militait pour les droits des femmes .
Louisa Twininig mourut chez elle au 68, Lansdowne Road, Notting Hill à Londres le 25 septembre 1912 . Elle est enterrée au cimetière de Kensal Green .

## Sélection de publications
- Symbols and Emblems of Mediaeval Christian Art, 1852 [7]
- Types and Figures of the Bible, 1855 [8]
- Recollections of Life and Work : Being the Autobiography of Louisa Twining[9]
- Workhouses and pauperism and women's work in th administration of the poor law. Methuen, London, 1898 [10]

## Archives
- une liste des ouvrages publiés par Louisa Twining est disponible à l'adresse https://archive.org/search.php?query=Louisa%20Twining
- des articles de Louisa Twining sont conservés à la Bibliothèque des femmes (Women's Library LSE) à Londres